# Carex laxiculmis
Carex laxiculmis är en halvgräsart som beskrevs av Ludwig David von Schweinitz. Carex laxiculmis ingår i släktet starrar, och familjen halvgräs.

## Underarter
Arten delas in i följande underarter:
- C. l. copulata
- C. l. laxiculmis